# Palmiarnia Legnicka
Palmiarnia Legnicka – palmiarnia w Legnicy, mieści się przy alei Orła Białego w Parku Miejskim, na działce o powierzchni ponad 1 ha. Na jej kompleks składają się: szklarnia, palmiarnia, mnożarki, magazyny, budynki socjalne i pomocnicze. Kubatura palmiarni wynosi 3180 m³. Pierwotnie wybudowana pod koniec XIX wieku, na przełomie XX i XXI wieku została odnowiona.

## Historia
Budowę palmiarni rozpoczęto w maju 1898. Jej fundatorem był bogaty mieszczanin Teodor Beer. W październiku do palmiarni trafiły rośliny z włoskiej Bordighery. W listopadzie rozpoczęto ostatni etap urządzania wnętrza. W zachodniej części znajdował się podest ze schodami o funkcji punktu widokowego. Wokoło zaaranżowano imitację górskiego krajobrazu – skały, grotę, wodospad i staw. 10 grudnia 1898 uroczyście otwarto palmiarnię i przekazano ją Zarządowi Miasta. Była to druga po palmiarni we Wrocławiu budowla tego typu na Śląsku. W 1904 i 1911 dobudowano szklarnię zimną od strony południowego transeptu. W 1937 przeprowadzono ponownie powiększenie palmiarni. Dzieliła się ona na część ciepłą, mieszczącą rośliny tropikalne i orchidee, oraz część zimną z tysiącami kaktusów. Pomiędzy nimi znajdował się łącznik z wolierą dla ptaków, terrariami dla gadów i akwariami. W 1926 na terenie Palmiarni miała miejsce I Ogólnoniemiecka Wystawa Ogrodnicza pod hasłem "GUGALI". W 1977 budynek uległ zniszczeniu podczas powodzi.

## Flora
Palmiarnia gromadzi przede wszystkim rośliny egzotyczne ze wszystkich stron świata – palmy, drzewa, kwiaty, krzewy, kaktusy. Może pomieścić okazy do 12 m wysokości. Do najcenniejszych należą: 126-letnia palma z rodzaju Phoenix, 150-letni figowiec pospolity, 85-letni sagowiec. Inne obecne rośliny to wolemia szlachetna, alokazja, papirus miniaturowy, gardenia, kuflik, strelicja królewska, męczennica błękitna, bugenwilla gładka, amarylis, oleander pospolity, solejrolia rozesłana, rebucja, echinokaktus Grusona.

## Fauna
W palmiarni znajduje się kolekcja ptaków, głównie papug. Należą do niej okazy takie jak m.in. kulczyk mozambijski, kuropatwa koroniasta, ara błękitna, amandyna wspaniała, kakadu, lorysa tęczowa i piona czarnogłowa.